# Route 333 (Québec)
Pour les articles homonymes, voir Route 333.
La route 333 (R-333) est une route régionale québécoise d'orientation nord / sud située sur la rive nord du fleuve Saint-Laurent. Elle dessert la région administrative des Laurentides.

## Tracé
La courte route 333 relie la municipalité de Saint-Hippolyte au secteur Lafontaine à Saint-Jérôme. Elle débute à la jonction de la route 117 pour se terminer dans le village de Saint-Hippolyte. Elle est toutefois clairement annoncée et accessible par la sortie 45 de l'A-15.

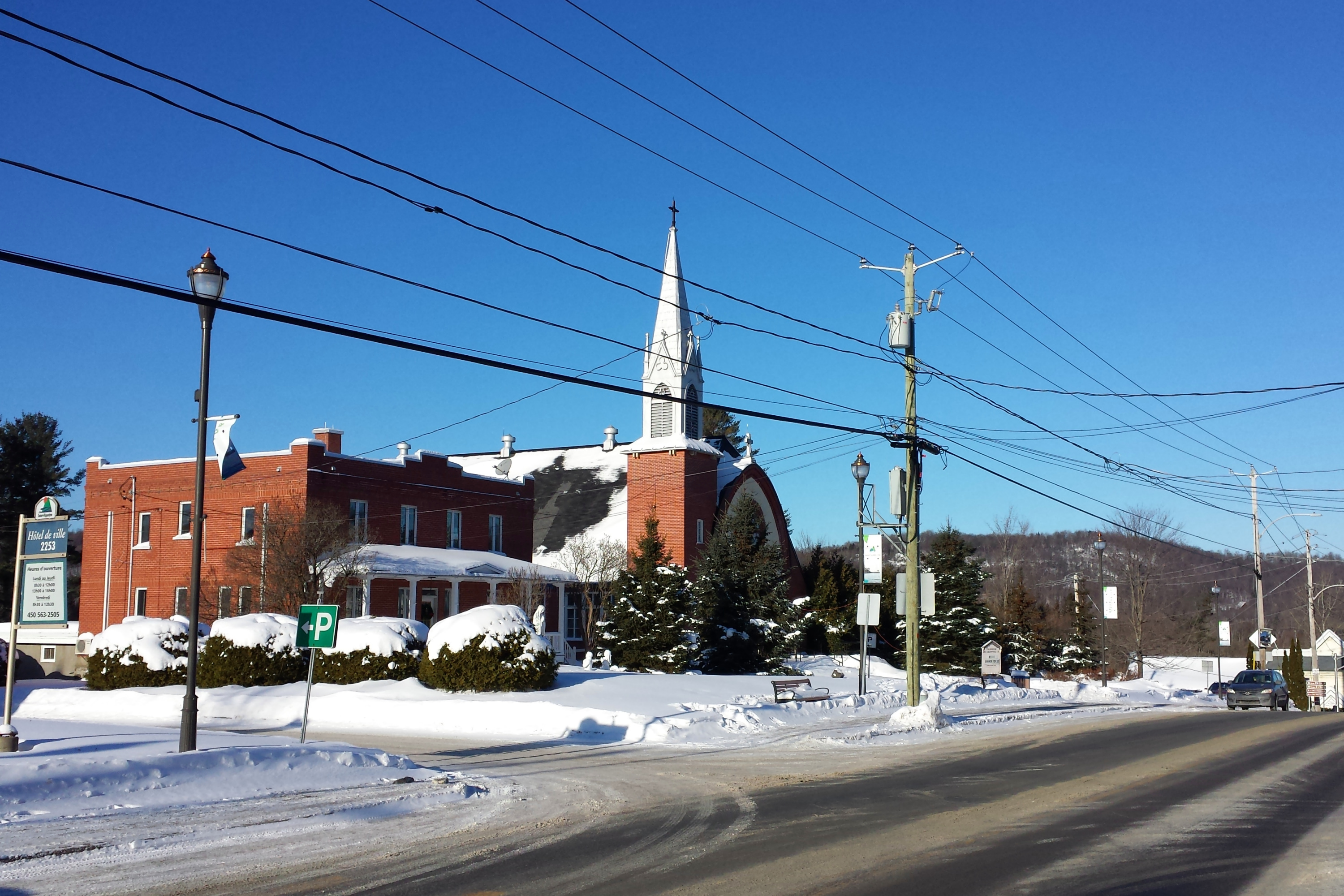
Route 333 à Saint-Hippolyte.

## Localités traversées (du sud au nord)
Liste des municipalités dont le territoire est traversé par la route 333, regroupées par municipalité régionale de comté.

### Laurentides
La Rivière-du-Nord
- Saint-Jérôme
- Sainte-Sophie
- Saint-Hippolyte

## Intersections majeures
| MRC                | Municipalité     | km    | Destinations                                                                                      | Notes |
| ------------------ | ---------------- | ----- | ------------------------------------------------------------------------------------------------- | ----- |
| La Rivière-du-Nord | Saint-Jérôme     | 0,00  | R-117 vers A-15 – Centre-ville, Prévost, Sainte-Adèle                                             |       |
| La Rivière-du-Nord | Saint-Hippolythe | 15,70 | Chemin des Hauteurs / Chemin du Lac-de-l'Achigan – Sainte-Marguerite-du-Lac-Masson, Saint-Calixte |       |
|                    |                  |       |                                                                                                   |       |